# チャゾワー
チャゾワー（ビルマ語: ကျစွာ、1198年5月4日 - 1251年5月）は、パガン王朝の第9代国王（在位：1235年7月19日 - 1251年5月）。第8代国王ナンダウンミャーの子。正式名称はシュリー・トリバワナ・パワナ・パンディタ・ダンマラージャ。
父同様、政治は王子や重臣に一任した。仏教を篤く信仰し、各地に寺を建立した。